# Iglesia de la Santísima Trinidad de Stratford-upon-Avon
La Iglesia de la Santísima Trinidad (en inglés: Church of the Holy Trinity) es una iglesia parroquial de la Iglesia de  Inglaterra, situada en Stratford-upon-Avon (Warwickshire) en Inglaterra. A menudo se la conoce simplemente como la Iglesia de la Santísima Trinidad o como la Iglesia de Shakespeare, debido a ser el lugar del bautismo y entierro de William Shakespeare. 

## Historia
Es el edificio más antiguo de Stratford y posee grandes vitrales. Más de 200.000 turistas la visitan anualmente. La iglesia está abierta al público la mayor parte del año. Es una iglesia activa que sirve a una parroquia de unas 17.000 personas. En ella se encuentra el Monumento funerario de Shakespeare.
Posee también un órgano de 1841 del constructor William Hill.
En 2006 se grabó en su interior un videoclip del famoso tema Far Away del grupo coral Libera.